# On partira (album)
Pour les articles homonymes, voir On partira.
Albums de Frédéric Lerner
Être libre
(2003)
Singles
1. Si tu m'entends
Sortie : 12 décembre 2000
2. On partira
Sortie : 6 novembre 2001
3. Cybelia
Sortie : 4 juin 2002

On partira est le premier album de Frédéric Lerner, sorti le 10 avril 2001 en France. 3 singles en ont été extraits, dont Si tu m'entends et Cybelia. Le troisième single[Quoi ?] est une reprise de Jean-Claude Hadida, par ailleurs co-compositeur de l'album.

## Liste des titres
[distribués en  France
- en CD et cassettes (10 avril 2001 chez Columbia),
- en CD (2 juin 2008 chez Sony BMG Music Entertainment)]

| 1.    | Si tu m'entends     | J. Kapler          | J. Kapler                           | 3:51 |
| 2.    | Cybelia             | Philippe Amar      | Michel Munz                         | 3:44 |
| 3.    | Je l'oublie         | P. Amar            | Jean-Claude Hadida, Frédéric Lerner | 4:36 |
| 4.    | Grâce à vous        | Philippe Labro     | Fred Blondin                        | 3:37 |
| 5.    | Si et seulement si  | P. Amar, F. Lerner | F. Lerner                           | 3:43 |
| 6.    | Il ne restera...    | F. Lerner          | F. Lerner                           | 4:27 |
| 7.    | La règle du je      | F. Lerner          | F. Lerner                           | 4:30 |
| 8.    | On partira          | F. Lerner          | Laurent Alvarez, F. Lerner          | 4:08 |
| 9.    | Doucement dors      | F. Lerner          | J.C. Hadida, F. Lerner              | 4:52 |
| 10.   | J'ai envie de vivre | F. Lerner          | J.C. Hadida, F. Lerner              | 4:04 |
| 11.   | Mal de toi          | F. Lerner          | Félix Gray                          | 3:42 |
| 12.   | Tu manques          | F. Lerner          | J.C. Hadida, F. Lerner              | 3:41 |
| 49:04 |                     |                    |                                     |      |

## Crédits
| - Jean-Claude Camus - producteur exécutif pour Camus & Camus - Fred Candeille - basse et programmation - Yvan Cassar - direction des cordes et piano (Doucement dors et Tu manques) - Christophe Deschamps - batterie (On partira) - Daniel Duuez - photographies verso et intérieures - Éric Filet - chœurs (Cybelia et Si et seulement si) - FKGB - design - Karine Leprêtre - chœurs (Cybelia et Si et seulement si) - Frédéric Lerner - arrangeur, chanteur et chœurs - Filippa Lidholm - photographies recto et intérieures - Lydia - chœurs (Cybelia et Si et seulement si) - Patrice Marlone - chœurs - Olivier Marly - guitare (On partira) - Orchestre Philharmonique de Paris - cordes (Doucement dors et Tu manques) - Frédéric Prévost - guitare - Alex Reitzman - claviers, orgue Hammond, piano et synthétiseur - Laurent Vernerey - basse (On partira) - Christophe Voisin - claviers et programmation (On partira) - Volodia - chœurs (On partira) Cuivres sur J'ai envie de vivre - Daniel Fornero - trompette - Raymond Herrman - saxophone - Harry Kim - arrangement des cuivres et trompette - Arturo Velasco - trombone | - Réalisé par Izao et Frédéric Lerner - Enregistré au Studio Izao Production - Mixé par François Delabrière au Studio Davout, Paris - Assistant - Rodolphe - Masterisé par Tony Cousins à Metropolis Mastering, Londres On partira - Réalisé par Christophe Voisin et Volodia - Enregistré et mixé au Studio Plus XXX, Paris - Enregistré par Volodia - Assistants - Yann Arnaud et Sylvain Carpentier - Mixé par Volodia - Assistant - Sylvain Carpentier - Masterisé par Antoine Confetti à Dyam, Paris Doucement dors et Tu manques - Doucement dors réalisé par Yvan Cassar et Frédéric Lerner - Tu manques réalisé par Yvan Cassar - Enregistrés et mixés au Studio Méga - Enregistrés par François Delabrière - Assistant - Stéphane Reichart - Mixés par François Delabrière - Assistant - Xavier |

## Classement
| Classement (2001) | Meilleure position |
| ----------------- | ------------------ |
| France (SNEP)     | 53                 |